# Sergio Perosa
Sergio Perosa (Chioggia, 27 novembre 1933) è un linguista, critico letterario e traduttore italiano.
Dal 2003 è professore emerito all'Università Ca' Foscari di Venezia. Buona parte della sua storia di studioso e docente universitario, critico, giornalista-scrittore e uomo pubblico, è narrata nella suo testo Veneto, Stati Uniti e le rotte del mondo (2016).

## Biografia
Dopo aver frequentato il Liceo Pigafetta a Vicenza, nel 1957 si laurea in lingue e letterature straniere a Ca' Foscari,  specializzandosi alla Princeton University e all'Indiana School of Letters (1957-1958), dove conclude le sue ricerche sugli inediti e i manoscritti di Francis Scott Fitzgerald, confluite nel primo volume critico uscito sullo scrittore, L'arte di F.S.Fitzgerald (1961; versione inglese nel 1965, The Art of F.S. Fitzgerald).
Dal 1958 è lettore di lingua e letteratura inglese, all'Università Ca' Foscari di Venezia e dal 1961 docente incaricato della stessa materia all'Università di Trieste. Libero docente dal 1963, nel 1966 vince il concorso alla cattedra di lingua e letteratura anglo-americana di Ca' Foscari, che terrà fino al 2003, alternandola con l'insegnamento di lingua e letteratura inglese,  sviluppando una cospicua scuola nei due campi (da sei a oltre trenta docenti), dedicandosi alla direzione di vari istituti-dipartimenti (di inglese, 1966-83; di germanistica, dal 1984; di studi anglo-americani e ibero-americani, 1997-2002), del Dottorato di ricerca in anglistica (1985-2003), e come preside della Facoltà di lingue e letterature straniere (1987-1990). In questi anni sviluppa e organizza occasioni didattiche e scientifiche riguardanti anche le letterature dei paesi anglofoni culturalmente "emergenti" quali il Canada, l'Australia, il Sudafrica, i Caraibi cui pure ha dedicato attività di ricerca e promozione personale, sfociata in pubblicazioni.
Alla nutrita serie di studi, traduzioni di narrativa, teatro e poesia, e contributi critici da lui dedicati ad autori inglesi (principalmente Shakespeare con una trentina di titoli e Virginia Woolf) e statunitensi (in primo luogo Henry James, un centinaio di titoli, Herman Melville, John Berryman e R.P. Warren), nonché alle teorie narrative e al teatro consolidati e predominanti nei due paesi, contribuiscono nei primi tempi varie Fellowships (Fulbright, 1957-58; Salzburg Seminar, 1961,  Harvard International Seminar, 1964, ACLS, 1970-71), e poi ripetuti e prolungati soggiorni accademici negli Stati Uniti (visiting professor of english, Princeton University, 1974-75; idem, New York University, 1978 (Berg professor), 1984, 1991, 1993, 1996, 1999, 2001). Per lunghi periodi la sua attività si divide fra i due paesi; scrive indifferentemente nell'una o nell'altra lingua, a seconda delle necessità.
Già collaboratore de Il Resto del Carlino, nel 1969 viene portato da Giovanni Spadolini  al Corriere della Sera, contribuendovi con oltre cinquecento articoli di terza pagina, letteratura e arti. Ha anche collaborato con articoli alla New York Times Book Review. Per l'attività extra-universitaria, è stato fra l'altro presidente dell'Ateneo Veneto (1979-83), della European Association for American Studies (EAAS, 1979-81) e associazioni simili. È membro di lunga data dell'Istituto veneto di scienze, lettere ed arti (IVSLA), dell'Accademia Olimpica, dell'Accademia dei Concordi, della Societé Européenne de Culture, del P.E.N. Club (membro del direttivo dal 2000), dell'Associazione Sigismondo Malatesta (consiglio scientifico) e di varie altre organizzazioni accademiche, professionali e culturali.
È stato per diversi anni consulente della casa editrice Einaudi, ha diretto inoltre gli Annali di Ca' Foscari dal 1970 al 1980, la Rivista di Studi anglo-americani dal 1981 al 1995, ed è stato condirettore scientifico dell'edizione bilingue del Tutto Shakespeare Garzanti (1993-2000, 40 volumi). Alla traduzione italiana dei tre drammi romani e dei quattro drammi veneti di Shakespeare (più quello ambientato a Vienna, capitale del ‘Veneto-Austria’, Misura per misura) si è dedicato oltre che per edizioni accademiche e collane editoriali di grande importanza e diffusione (Mondadori, Garzanti), anche per realizzazioni teatrali e televisive dirette da registi come Gianfranco De Bosio e Luca Ronconi condotte con specifica intenzione di renderli opere di spettacolo pubblico, com'erano per Shakespeare.
È, o è stato, membro di varie giurie di premi letterari nazionali e internazionali, tra i principali si citano: Premio Grinzane Cavour (1982-2003); Premio Antico Fattore Chianti Ruffin (1986-96); Premio Comisso (dal 1996; presidente, 2009-12 ); Premio Torta per il Restauro (1979-1911); Premio Monselice per la traduzione (dal 2012); Premio All'Amelia, Venezia-Mestre (1973-2010); Stadt International Prize for Literature, Norman, OK (1992).
Nel 2019, col volume Il Veneto di Shakespeare, Perosa ha vinto il Premio Brunacci per contributi alla civiltà veneta.

## Opere

### Saggi
- L'arte di F.S.Fitzgerald, Roma, Edizioni di Storia e Letteratura, 1961; vers. inglese The Art of F.S. Fitzgerald, Ann Arbor, Michigan U.P., 1965 e 1968 (pb).
- Le vie della narrative Americana, Milano Mursia, 1965; ampliata e riv., Vie della narrativa americana. La «tradizione del nuovo» dall'Ottocento a oggi, Collana Piccola Biblioteca n.397, Torino, Einaudi, 1980.
- Storia e antologia della letteratura inglese, vol. I, Milano, Fabbri, 1970.
- Henry James and The Experimental Novel, Charlottesville, Virginia U.P., 1978, New York, New York U.P.,  1983 (pb).
- L'Euro-America di Henry James, Venezia, Neri Pozza, 1979.
- Il precario equilibrio. Momenti della tradizione letteraria inglese, Torino, Stampatori, 1980.
- Dimore Adam, Novara, De Agostini, 1981.
- Storia del teatro americano, Milano, Bompiani, 1982, 1999.
- Teorie inglesi del romanzo 1700-1900, Milano, Bompiani, 1983, 1999.
- American Theories of the Novel, 1793-1903, New York, New York U.P., 1983 e 1985.
- Teorie americane del romanzo, 1800-1900, Milano, Bompiani, 1986.
- Le isole Aran. Figure letterarie inglesi, Venezia, Marsilio, 1987.
- Bagliori dal Commonwealth, Roma, Bulzoni, 1991.
- L'isola la donna il ritratto. Quattro variazioni, Torino, Bollati Boringhieri, 1996, ampliato e riv.  Milano, Bompiani., 2013; vers. inglese, From Islands to Portraits. Four Literary Variations, Amsterdam, IOS Press, 2000.
- Il Veneto di Shakespeare, Roma, Bulzoni, 2002; ampliato e riv., [con illustrazioni], Verona, Cierre, 2018.
- L'albero della cuccagna. Classici e post-coloniali di lingua inglese, Vicenza, Accademia Olimpica, vol I, 2004; vol II, 2009.
- Transitabilità. Arti, paesi, scrittori, Palermo, Sellerio, 2005.
- Henry James e Shakespeare, Roma, Bulzoni, 2011.
- Studies in Henry James, Venezia, Cafoscarina, 2013; riv. come Art Making Life: Studies in Henry James, New York, Welcome Rain, 2015;
- Sergio Perosa, Veneto, Stati Uniti e le rotte del mondo. Una memoria, Venezia-Verona, IVSLA/ Cierre Edizioni, 2016, 198 p. ISBN 978-88-8314-838-5;
- Sergio Perosa, Venice-Manhattan and the Routes of the World. A Memoir, Venezia, Istituto Veneto di Scienze Lettere ed Arti, Cierre Edizioni, 2020, 262 pp. ISBN 978-88-5520-028-8;
- Soliloqui e monologhi di Amleto, Preprint, 2019.

### Edizioni critiche
- William Shakespeare, Antony and Cleopatra, Bari, Adriatica, 1968.
- Washington Irving, Sketches and Tales, Milano, Mursia, 1963.
- Virginia Woolf, Romanzi e altro, Milano, Mondadori, 1978.
- Da Frost a Lowell. Poesia americana del '900, Milano, Nuova Accademia, 1979.
- Henry James, Romanzi brevi. Vol. I, Milano, Mondadori, 1985.
- Henry James, Romanzi brevi. Vol. II, Milano, Mondadori, 1990.
- Henry James, Un bambino e gli altri, Vicenza, Neri Pozza, 1993.
- William Dean Howells, L'ombra di un sogno, Venezia, Marsilio, 2002.
- Henry James, Il ritratto d'una Signora (capitoli I-V), traduzione anonima del 1881, Venezia, Supernova, 2002.

### Traduzioni
- Herman Melville, L'uomo di fiducia, Venezia, Neri Pozza, 1961.
- Henry James, La fonte sacra, Venezia, Neri Pozza, 1963.
- John Berryman, Omaggio a Mistress Bradstreet, Torino, Einaudi, 1969.
- Robert Penn Warren, Racconto del tempo e altre poesie, Torino, Einaudi, 1971.
- John Berryman, Canti onirici e altre poesie, Torino, Einaudi, 1978.
- William Shakespeare:
  - Giulio Cesare, in: I drammi classici, Milano,  Mondadori, 1978.
  - Il mercante di Venezia, in: Le commedie romantiche, Milano, Mondadori, 1983.
  - I due gentiluomini di Verona, in: Le commedie eufuistiche, Milano, Mondadori, 1990.
  - Antonio e Cleopatra, Milano, Garzanti, 1985.
  - Otello, Milano, Garzanti, 1990.
  - La bisbetica domata, Milano, Garzanti, 1992.
  - Misura per misura, Milano, Garzanti, 1999.
  - Drammi romani. Giulio Cesare. Antonio e Cleopatra. Coriolano, trad. e cura, Venezia, Marsilio, 2000.
  - Romeo e Giulietta, versione rimata, Caselle (Verona), Cierre Edizioni, 2016, ISBN ‎978-88-831-4816-3.
  - La tragedia di Amleto, Principe di Danimarca, versione e cura, Macerata, Quodlibet, 2023, ISBN 978-88-229-0717-2.
  - I Sonetti di Shakespeare, versione e cura, Collana Firmamenti, Venezia, Marsilio, 2024, ISBN 978-88-297-8943-6.
  - Re Lear, versione e cura, Caselle (Verona), Cierre Edizioni, 2025, ISBN 978-88-552-0313-5.

### Curatele
- Henry James e Venezia, Firenze, Olschki, 1987.
- Hemingway e Venezia, Firenze, Olschki, 1988.
- Browning e Venezia, Firenze, Olschki, 1991.
- Venezia e le lingue e letterature straniere (con M. Calderaro e S. Regazzoni), Roma, Bulzoni, 1991.
- Le traduzioni italiane di Herman Melville e Gertrude Stein, Venezia, IVSLA, 1997.
- Le traduzioni italiane di William Faulkner, Venezia, IVSLA, 1998.
- Le traduzioni italiane di Henry James, Venezia, IVSLA, 2000.
- Ruskin e Venezia: La bellezza in declino, Firenze, Olschki, 2001.
- Off with his Head! [Shakespeare’s Villains], con L. Simoni, Vicenza, Quaderni del Teatro Olimpico, 2002.
- Tom Stoppard e la costa dell’utopia, in Annali di Ca’ Foscari, XLVIII, 1-2, 2010, pp. 3–77.
- Henry James Studies at Ca’ Foscari. A Bibliography, 1946-2019, Preprint, 46 pp.

### Prefazioni critiche
- Emily Dickinson, Poesie, Milano, Nuova Accademia, 1961.
- Jack London, Martin Eden, Milano, Mursia, 1966.
- C. S. Lewis, L'allegoria d'amore, Torino, Einaudi 1969.
- Frederick Rolfe, Baron Corvo. Don Renato, Milano, Longanesi, 1971.
- Henry James, Il riflettore, Torino, Einaudi, 1976.
- William Blake, Poesie, Roma, Newton Compton, 1976.
- Virginia Woolf, Mrs. Dalloway, Milano, Mondadori, 1979.
- F. S. Fitzgerald, Taccuini, Torino, Einaudi, 1980.
- Henry Fielding, Jonathan Wild, Milano, Feltrinelli, 1981.
- Henry James, Che cosa sapeva Maisie, Milano, Feltrinelli, 1981.
- Henry James, Vita Londinese, Torino, Einaudi, 1983.
- Miles Franklin, La mia brillante carriera, Torino, S.E.I., 1984.
- E. A. Poe, Racconti, 3 voll., Milano, Mondadori, 1985.
- Henry James, Il carteggio Aspern, Venezia, Marsilio, 1991 e ristampe.
- William Shakespeare, I Sonetti, Milano, Il Corriere della Sera, 2004.
- Henry James, La protesta, Roma, Fazi, 2006.
- George Orwell, Nel ventre della balena e altri saggi, Milano, Corriere della Sera, 2011.
- Derek Walcott, Nelle vene del mare, Milano, Corriere della Sera, 2012.
- Herman Melville, Bartleby lo scrivano. Una storia di Wall Street, Milano, BUR, 2013.